# League of Ireland Premier Division (2012)
League of Ireland Premier Division 2012 (znana jako SSE Airtricity League Premier Division ze względów sponsorskich) była 28. edycją najwyższej klasy rozgrywkowej piłki nożnej w Irlandii pod tą nazwą, a 92. mistrzowskimi rozgrywkami w ogóle.
Brało w niej udział 11 drużyn, które w okresie od 2 marca do 26 października 2012 rozegrały 33 kolejek meczów.
Sezon zakończył baraż o utrzymanie w Premier Division. Obrońcą tytułu była drużyna Shamrock Rovers. Mistrzostwo po raz trzeci w historii zdobyła drużyna Sligo Rovers.

## Drużyny
| Uczestnicy poprzedniej edycji | Uczestnicy poprzedniej edycji | Uczestnicy poprzedniej edycji | Uczestnicy poprzedniej edycji |
| --- | ----------------------------- | ----------------------------- | ----------------------------- |
| SHR | Shamrock Rovers               | Dublin                        | 1                             |
| SRS | Sligo Rovers                  | Sligo                         | 2                             |
| DER | Derry City                    | Derry                         | 3                             |
| STP | St. Patrick’s Athletic        | Dublin                        | 4                             |
| BOD | Bohemian F.C.                 | Dublin                        | 5                             |
| BRW | Bray Wanderers                | Bray                          | 6                             |
| DUN | Dundalk F.C.                  | Dundalk                       | 7                             |
| UCD | University College Dublin     | Dublin                        | 8                             |
| DRU | Drogheda United               | Drogheda                      | 9                             |
| Awans z First Division 2011 |                               |                               |                               |
| COR | Cork City                     | Cork                          | 1                             |
| SHB | Shelbourne FC                 | Dublin                        | 2                             |
| po barażach |                               |                               |                               |
| MON | Monaghan United               | Monaghan                      | 3                             |
| Oznaczenia: - kolumna pierwsza – skróty nazw drużyn, - kolumna trzecia – siedziba klubu, - kolumna czwarta – miejsce zajęte w poprzednim sezonie. |                               |                               |                               |

## Tabela
| Lp. | Drużyna               | M  | Z  | R  | P  | B+ | B- | +/– | Pkt | Kwalifikacja lub spadek                      |
| --- | --------------------- | -- | -- | -- | -- | -- | -- | --- | --- | -------------------------------------------- |
| 1   | Sligo Rovers (M)      | 30 | 17 | 10 | 3  | 53 | 23 | +30 | 61  | Liga Mistrzów UEFA • II runda kwalifikacyjna |
| 2   | Drogheda United       | 30 | 17 | 6  | 7  | 51 | 36 | +15 | 57  | Liga Europy UEFA • I runda kwalifikacyjna    |
| 3   | St Patrick’s Athletic | 30 | 15 | 10 | 5  | 44 | 22 | +22 | 55  | Liga Europy UEFA • I runda kwalifikacyjna    |
| 4   | Shamrock Rovers       | 30 | 14 | 10 | 6  | 56 | 37 | +19 | 52  |                                              |
| 5   | Derry City (P)        | 30 | 11 | 6  | 13 | 36 | 36 | 0   | 39  | Liga Europy UEFA • II runda kwalifikacyjna   |
| 6   | Cork City             | 30 | 8  | 12 | 10 | 38 | 36 | +2  | 36  |                                              |
| 7   | Bohemians             | 30 | 9  | 9  | 12 | 35 | 38 | −3  | 36  |                                              |
| 8   | Shelbourne            | 30 | 9  | 8  | 13 | 35 | 43 | −8  | 35  |                                              |
| 9   | UCD                   | 30 | 8  | 7  | 15 | 32 | 48 | −16 | 31  |                                              |
| 10  | Bray Wanderers        | 30 | 5  | 10 | 15 | 33 | 54 | −21 | 25  |                                              |
| 11  | Dundalk (B, O)        | 30 | 4  | 8  | 18 | 23 | 63 | −40 | 20  | Baraż o Premier Division                     |
| 12  | Monaghan United (W)   | 0  | 0  | 0  | 0  | 0  | 0  | 0   | 0   | [ i ]                                        |

1. ↑  Monaghan United wycofało się po 14 meczach[3][4][5]. Ich wyniki zostały anulowane[6].

## Wyniki
| Gospodarz \ Gość      | BOH | BRW | COR | DER | DRO | DUN | SHM | SHE | SLI | StP | UCD | MON | BOH | BRW | COR | DER | DRO | DUN | SHM | SHE | SLI | StP | UCD | MON |
| --------------------- | --- | --- | --- | --- | --- | --- | --- | --- | --- | --- | --- | --- | --- | --- | --- | --- | --- | --- | --- | --- | --- | --- | --- | --- |
| Bohemians             |     | 0–0 | 1–0 | 1–2 | 1–1 | 2–1 | 4–0 | 0–2 | 0–0 | 0–0 | 1–0 | 1–2 |     |     | 1–1 |     | 1–4 |     |     | 2–2 |     | 2–3 |     |     |
| Bray Wanderers        | 2–1 |     | 0–3 | 0–4 | 2–4 | 1–1 | 2–2 | 2–3 | 1–2 | 3–3 | 3–1 |     | 1–4 |     |     | 0–0 | 1–3 |     | 1–3 |     | 0–0 |     |     |     |
| Cork City             | 1–1 | 1–1 |     | 2–2 | 2–3 | 3–2 | 1–1 | 0–0 | 0–1 | 0–1 | 4–2 | 6–0 |     | 2–0 |     |     | 3–2 | 3–0 | 1–2 |     | 0–0 |     |     |     |
| Derry City            | 1–0 | 3–2 | 2–0 |     | 0–3 | 1–2 | 0–1 | 0–1 | 1–2 | 0–2 | 0–0 |     | 2–0 |     | 0–1 |     |     | 4–0 |     |     |     | 2–1 | 1–2 |     |
| Drogheda United       | 1–0 | 3–1 | 1–1 | 2–0 |     | 0–0 | 1–2 | 3–1 | 1–3 | 0–0 | 1–0 |     |     |     |     | 2–1 |     | 3–2 | 0–2 | 2–1 | 2–1 | 0–0 |     |     |
| Dundalk               | 0–2 | 0–2 | 1–1 | 1–1 | 1–2 |     | 1–1 | 0–0 | 1–2 | 0–2 | 2–1 | 1–2 | 2–2 | 2–1 |     |     |     |     |     | 0–1 |     | 0–1 | 1–2 |     |
| Shamrock Rovers       | 2–0 | 0–0 | 1–1 | 1–1 | 3–1 | 6–0 |     | 4–0 | 1–1 | 1–1 | 2–2 | 3–1 | 0–1 |     |     | 1–3 |     | 7–0 |     | 2–2 |     |     | 2–1 |     |
| Shelbourne            | 1–2 | 2–1 | 1–2 | 1–0 | 1–2 | 4–0 | 2–3 |     | 1–1 | 1–1 | 1–2 |     |     | 0–0 | 3–2 | 0–2 |     |     |     |     | 1–3 | 0–2 |     |     |
| Sligo Rovers          | 1–0 | 1–1 | 2–2 | 1–1 | 4–1 | 3–0 | 3–0 | 3–0 |     | 1–1 | 2–1 | 1–3 | 3–1 |     |     | 4–1 |     | 3–0 | 0–2 |     |     | 3–2 | 3–0 |     |
| St Patrick’s Athletic | 2–1 | 1–0 | 0–0 | 3–0 | 0–2 | 1–2 | 5–1 | 1–0 | 0–0 |     | 2–0 | 1–1 |     | 0–1 | 1–0 |     |     |     | 2–1 |     |     |     | 5–0 |     |
| UCD                   | 1–2 | 2–3 | 1–0 | 0–1 | 1–1 | 1–1 | 0–2 | 0–2 | 1–0 | 1–1 |     | 3–2 | 2–2 | 3–1 | 3–2 |     | 1–0 |     |     | 1–1 |     |     |     |     |
| Monaghan United       |     | 0–1 |     |     | 0–1 | 0–0 | 0–0 |     | 0–1 | 0–4 |     |     |     |     |     |     |     |     |     |     |     |     |     |     |

## Baraż o Premier Division
Dundalk wygrał w dwumeczu 4-2 z Waterford United finał baraży o miejsce w Premier Division na sezon 2013.
|  |                      |                      |                      |                      |                      |    |         |              |                  |              |              |              |
|  | First Division baraż | First Division baraż | First Division baraż | First Division baraż | First Division baraż |    |         | Finał baraży | Finał baraży     | Finał baraży | Finał baraży | Finał baraży |
|  | First Division baraż | First Division baraż | First Division baraż | First Division baraż | First Division baraż |    |         | Finał baraży | Finał baraży     | Finał baraży | Finał baraży | Finał baraży |
|  |                      |                      |                      |                      |                      |    |         |              |                  |              |              |              |
|  |                      |                      |                      |                      |                      |    |         |              |                  |              |              |              |
|  |                      |                      |                      |                      |                      | 11 | Dundalk | 2            | 2                | 4            |              |              |
|  |                      |                      |                      |                      |                      | 11 | Dundalk | 2            | 2                | 4            |              |              |
|  | 3                    | Longford Town        | 0                    | 1                    | 1                    |    |         | 2            | Waterford United | 2            | 0            | 2            |
|  | 3                    | Longford Town        | 0                    | 1                    | 1                    |    |         | 2            | Waterford United | 2            | 0            | 2            |
|  | 2                    | Waterford United     | 2                    | 1                    | 3                    |    |         |              |                  |              |              |              |
|  | 2                    | Waterford United     | 2                    | 1                    | 3                    |    |         |              |                  |              |              |              |

| 20 października 2012 | Longford Town | 0:2   | Waterford United                 |                                                                   |
| 20:30                |               | (0:1) | 1' Peter White · 53' Craig Burns | Flancare Park, Longford Widzów: 550 Sędzia: Kevin O’Regan (Kerry) |

| 26 października 2012 | Waterford United | 1:1   | Longford Town  |                                                                                 |
| 20:45                | Peter Higgins 9' | (1:0) | 90' Alan Kirby | Waterford Regional Sports Centre, Waterford Widzów: 1198 Sędzia: Keith Callanan |

| 30 października 2012 | Dundalk                                    | 2:2   | Waterford United               |                                                                      |
| 20:45                | Lorcan Shannon 22' · Stephen McDonnell 75' | (1:0) | 50' Paul Phelan · 60' Ben Ryan | Oriel Park, Dundalk Widzów: ~1500 Sędzia: Paul McLaughlin (Monaghan) |

| 2 listopada 2012 | Waterford United | 0:2   | Dundalk                 |                                                                                         |
| 20:45            |                  | (0:1) | 45', 69' Michael Rafter | Waterford Regional Sports Centre, Waterford Widzów: 2728 Sędzia: Padraig Sutton (Clare) |

## Najlepsi strzelcy
| Bramki | Strzelcy           | Drużyna               |
| ------ | ------------------ | --------------------- |
| 22     | Gary Twigg         | Shamrock Rovers       |
| 15     | Danny North        | St Patrick’s Athletic |
| 14     | Jason Byrne        | Bray Wanderers        |
| 13     | Declan O'Brien     | Drogheda United       |
| 13     | Chris Fagan        | St Patrick’s Athletic |
| 12     | Vinny Sullivan     | Cork City             |
| 11     | Philip Hughes      | Shelbourne            |
| 11     | David McDaid       | Derry City            |
| 10     | Mark Quigley       | Sligo Rovers          |
| 10     | Stephen McLaughlin | Derry City            |
| 9      | Davin O’Neill      | Cork City             |

Źródło: .

## Stadiony
| Bohemians       |
| --------------- |
| Dalymount Park  |
| Pojemność: 3640 |
|                 |

| Bray Wanderers   |
| ---------------- |
| Carlisle Grounds |
| Pojemność: 3250  |
|                  |

| Cork City       |
| --------------- |
| Turners Cross   |
| Pojemność: 7485 |
|                 |

| Derry City         |
| ------------------ |
| Brandywell Stadium |
| Pojemność: 3700    |
|                    |

| Drogheda United  |
| ---------------- |
| Hunky Dorys Park |
| Pojemność: 3500  |
|                  |

| Dundalk         |
| --------------- |
| Oriel Park      |
| Pojemność: 4500 |
|                 |

| Monaghan United       |
| --------------------- |
| Kingspan Century Park |
| Pojemność: 3000       |
|                       |

| St Patrick’s Athletic |
| --------------------- |
| Richmond Park         |
| Pojemność: 5340       |
|                       |

| Shamrock Rovers  |
| ---------------- |
| Tallaght Stadium |
| Pojemność: 8000  |
|                  |

| Shelbourne      |
| --------------- |
| Tolka Park      |
| Pojemność: 4400 |
|                 |

| Sligo Rovers    |
| --------------- |
| Showgrounds     |
| Pojemność: 3873 |
|                 |

| UCD             |
| --------------- |
| UCD Bowl        |
| Pojemność: 3000 |
|                 |

Źródło: .